# 7213-as mellékút (Magyarország)
A 7213-as számú mellékút egy négy számjegyű mellékút Veszprém vármegye keleti részén; Balatonfűzfő és Balatonkenese azon részeit köti össze, amelyek távolabb esnek a Balaton-parttól, illetve közúti kapcsolatokat teremt a térségben élők számára Berhida és Várpalota irányába is.

## Nyomvonala
A 72-es főút 1+900-as kilométerszelvényénél ágazik ki, Balatonfűzfő ipari területének északi részén, majdnem pontosan ott, ahol a főút a MÁV 27-es számú Lepsény–Veszprém-vasútvonaláról az itteni vegyi üzemekhez leágazó iparvágányokat is keresztezi. Északkeleti irányba indul, a 300. métere után több kiágazó iparvágányon is áthalad. 1 kilométer megtétele után kelet, majd délkelet felé fordul, itt egy olyan területre ér, amely közigazgatásilag Litérhez tartozik, de teljesen exklávé területe a községnek.
Második kilométere előtt eléri Papkeszi határvonalát, onnan bő egy kilométeren át az út a két előbbi község határvonalán halad. Közben, 2,9 kilométer után elér egy körforgalmú csomópontot, ahol a 710-es főúttal keresztezik egymást (az itt 12,5 kilométer megtételénél tart), majd a 4. kilométere közelében kiágazik belőle a 7215-ös út Papkeszi központja és onnan tovább Berhida felé.
5,8 kilométer után éri el Balatonkenese határát, a város első házai mellett 7,5 kilométer után halad el. Itt Fő utca néven húzódik, majd a 9. kilométere után, a polgármesteri hivatal épülettömbje mellett, a Béri Balogh Ádám térnél egy elágazáshoz ér. Dél felé a 72 306-os számozású út indul, Táncsics Mihály utca, majd Bakó József utca néven, ez a 71-es főút belvárosi szakaszán (a 11. kilométerénél) ér véget, Balatonkenese vasútállomás közelében, a 7213-as számozást pedig a Széchenyi utca viszi tovább, kelet-délkelet felé. Ez is a 71-es főútba torkollik be, annak 9+800-as kilométerszelvénye közelében, az országos közutak térképes nyilvántartását szolgáló kira.gov.hu adatbázisa szerint pontosan 10,300 kilométer megtétele után.

## Települések az út mentén
- Balatonfűzfő
- (Litér)
- (Papkeszi)
- Balatonkenese